# ساحة لوغان (شيكاغو)
ساحة لوغان (بالإنجليزية: Logan Square)‏ هو أحد الأحياء العامة التاريخية المشهورة وميدان ومنطقة سكنية تقع على الجانب الشمالي الغربي من مدينة شيكاغو من بلدات الولايات المتحدة. يبلغ عدد سكانها 73,046 نسمة وذلك حسب إحصائيات سنة 2017. تبلغ مساحتها 8.37 كم².

## وصلات خارجية
- الموقع الرسمي